# Geschichte Norwegens

Flagge Norwegens, die am 17. Juli 1821 offiziell angenommen wurde.

Die Geschichte Norwegens umfasst die Entwicklungen auf dem Gebiet des Königreiches Norwegen von der Urgeschichte bis zur Gegenwart.

## Geschichte Norwegens bis zu Harald Hårfagre
Der Beginn der Besiedlung Norwegens wird auf etwa 10.500 v. Chr. angesetzt. Zu dieser Zeit war die Westküste bereits eisfrei. Steinwerkzeuge, die auf Rennesøy gefunden wurden, werden auf 10.000 v. Chr. datiert. Diese Werkzeuge bestehen in der Regel aus Flint. Die Bewohner waren nicht sesshafte Jäger und Sammler. Der älteste bekannte Wohnplatz liegt in Blomvåg in der Kommune Øygarden in Vestland mit Artefakten, die auf etwa 10.500 v. Chr. datiert werden.
Um 9000 v. Chr. wird der Fosna-Komplex (als Sammelbegriff für die ältesten Einzelkulturen Norwegens) angesetzt, der bis etwa 4500 v. Chr. dauerte. Er ist benannt nach dem Fundort Fosna bei Kristiansund. Parallel dazu entstand im hohen Norden die Komsa-Kultur, benannt nach dem Fundort Komsa bei Alta. Um diese Zeit begannen auch die Felsritzungen. Aus ihnen ist zu entnehmen, dass die Verwendung von Booten früh begann.
Im Spät-Mesolithikum (etwa 7500 v. Chr.) kamen Äxte aus Diabas auf. Um 7000 v. Chr. setzte für etwa 3000 Jahre eine Warmzeit ein, die die Waldgrenze nach oben verschob, so dass die Jäger in höhere Regionen nachwandern konnten. Es sind in dieser Region über 1000 Wohnplätze aus der Zeit vor 4000 v. Chr. bekannt. Aus der Zeit 5000 v. Chr. ist am Varangerfjord eine Variante der Kammkeramik-Kultur gefunden worden. An der Küste scheint man sesshaft geworden zu sein. Der Ackerbau setzte im Südosten um 4000 v. Chr. ein. Aus dieser Zeit stammen die Scherben der Schnurkeramik und der Trichterbecherkultur. Eine umstrittene Theorie geht von einer Einwanderung aus dem Osten über das Weiße Meer und die Halbinsel Kola nach Finnmark aus.
Ab 3300 v. Chr. sind in Südostnorwegen Megalithgräber der Trichterbecherkultur (Dolmen von Rødtangen, Dolmen von Skjeltorp) nachgewiesen. Eine soziale Schichtung setzte ein. In Südnorwegen breitete sich die Streitaxtkultur aus. Die Motive der Felsritzungen wandelten sich von Jagdszenen zu Szenen der Landwirtschaft. Aber um 2500 v. Chr. scheint der Ackerbau systematisch wieder zu verschwinden.
Aus der Zeit um 2000 v. Chr. wurden die ersten Bronzegegenstände gefunden. In der skandinavischen Archäologie wird die folgende Zeit als Metallzeit bezeichnet. Es wurden weiterhin Steinwerkzeuge benutzt, aber die Aristokratie verwendete vermehrt Bronzegegenstände als Statussymbole, aber auch Messing und andere Legierungen. Der Kernbereich der Funde liegt im Südwesten und die Verbindung zu Jütland kann als gesichert gelten. Der Ackerbau nahm wieder zu. Nun können auch Handelsverbindungen über große Entfernungen nachgewiesen werden. Sie enden aber in der Regel an der Ostküste, also im Oslofjord und bei Bohuslän.
Um 1000 v. Chr. löste die Feuerbestattung die bis dahin übliche Erdbestattung ab. Um 500 v. Chr. begann die Verwendung von Eisen. Der Bau von Booten in Kraweelbauweise verbreitete sich rasch.
Nach der Zeitenwende machte sich der Einfluss des römischen Reiches deutlich bemerkbar. Es kam wieder die Erdbestattung mit reichen Grabbeigaben auf. Waren aus Norditalien erreichten in größerem Umfang Norwegen. Die Völkerwanderung hat aber keine besonderen Spuren in Norwegen hinterlassen. Der Schiffbau machte Fortschritte durch die Verwendung von Eisennägeln. Auch der Geschmack änderte sich. Die Ornamentik wechselte von geometrischen Formen zur Tierornamentik. Die regen Handelskontakte rund um die Nordsee machten die Nordsee zum germanischen Binnenmeer. Die Grabbeigaben wurden mit der Zeit immer üppiger, die Beigabe von Waffen in bestimmten Kreisen die Regel. Der Nordweg von der Südspitze Norwegens an der Küste entlang bis zum Hohen Norden wurde zur Hauptverkehrsader. Der Karmsund als einzige Durchfahrtsstelle bei Haugesund wuchs in eine Schlüsselposition hinein. Ein Häuptling auf Karmøy kontrollierte den Verkehr. Wahrscheinlich hat der Kontakt mit der römischen Kultur zur Entwicklung der Runenschrift geführt. Die älteste Runenschrift wird auf 200 n. Chr. datiert. Die Schrift wurde regulär bis Ende des 7. Jahrhunderts benutzt.
Während vorher die führenden Persönlichkeiten nach ihrer Abstammung bestimmt wurden, machte sich nun ein neuer Herrschertyp bemerkbar, der sich als König bezeichnete und nach seiner Tüchtigkeit bestimmt wurde: Es waren die Heer- und Seekönige, die nicht über ein Gebiet, sondern über eine Mannschaft für die Zeit einer bestimmten Unternehmung die Befehlsgewalt ausübten. Mit der Verbesserung der Verkehrsmöglichkeiten wurden die Verbindungen der Häuptlinge untereinander immer weitläufiger, und Heiraten auch über größere Entfernungen waren keine Seltenheit mehr. Dies wurde auch durch die Sitte gestärkt, Söhne anderen Häuptlingen zur Erziehung anzuvertrauen. 551 n. Chr. berichtete Jordanes in seinem Werk De origine actibusque Getarum erstmals von norwegischen Stämmen.
Um 550 brach die Prosperität plötzlich ab. Eine, wenn auch nicht allgemein anerkannte Erklärung ist eine Epidemie, die im 6. Jahrhundert auch das übrige Europa heimsuchte. Hier wird die Periodengrenze zwischen der Älteren und der Jüngeren Eisenzeit angesetzt, die sich dann bis zur Wikingerzeit im 9. Jahrhundert erstreckte. Es werden eine Reihe kultureller Veränderungen identifiziert: Die Ornamentik weitete sich zum Flechtwerk aus, die Bewaffnung wurde der fränkischen Bewaffnung angeglichen, die Sprache änderte sich zum bekannten Norrøn hin, indem lange Wörter mit Prä- und Suffixen aufgelöst wurden, und die Grabbeigaben wurden spärlicher, seitdem die Awaren die Verbindungen nach Byzanz gekappt hatten.
Diese Periode war die Zeit, als sich einige Familien zu einer lokalen Aristokratie aufstiegen und Kleinkönige die Kontrolle über mehrere Dörfer oder ganze Bezirke hatten. „Die Zeit der Kleinkönigreiche“ beschreibt die zwei Jahrhunderte vor der Wikingerzeit. Ab dem 7. Jahrhundert nahm die Verbindung zu Mitteleuropa wieder zu, die Landwirtschaft erlebte eine neue Blüte und die Bevölkerung wuchs. Die Eisenproduktion wurde effektiver und nahm sprunghaft zu. Mächtige Grabhügel aus dieser Zeit künden vom Aufschwung bei den führenden Geschlechtern. Allerdings hat die in dieser Zeit neu aufblühende festländische und englische Stadtkultur in Norwegen keine Parallele. In dieser Zeit entstanden die ersten Kleinreiche: Ringerike, Romerike, Hadeland und Hedmark, und es entstand ein großer Rechtsverband in Trøndelag.
In die Mitte des 8. Jahrhunderts wird der Beginn der Wikingerzeit angesetzt. Der Wikinger war Handelsmann und Krieger. Die Quellen berichten naturgemäß mehr über die kriegerischen Unternehmungen als über Handelsfahrten. Über die Ursache für die großen Raubzüge gibt es verschiedene Theorien: Bevölkerungsdruck und die Möglichkeiten, die die inzwischen entwickelten Schiffe boten. Die Raubzüge zogen sich bis zur portugiesischen Küste hin. Wikinger ist ein Sammelbegriff für skandinavische Seeräuber, die mit Beute heimkehrten. Es handelte sich im Westen um Dänen und Norweger. Später blieben die Wikinger auch vor Ort. Zunächst überwinterten sie nur; dann aber ließen sie sich auch dauerhaft nieder. Ab diesem Zeitpunkt spricht man von normannischer Besiedlung, wie in der Normandie, in England (Danelag) oder in Irland. Die Gesellschaft ist von Familienverbänden geprägt, die patriarchalisch ausgerichtet waren. Obgleich die Frau den Männern nicht gleichgestellt war, konnte sie Funktionen von Männern übernehmen, einen Hof führen oder ein Schiff ausrüsten und Fahrten unternehmen.
Zur Religion siehe den Artikel Nordgermanische Religion.

## Die Zeit von Harald Hårfagre bis Magnus Barfot

### Harald Hårfagre
Man geht heute davon aus, dass auf Karmøy mehrere Häuptlinge ansässig waren, die sich im 9. Jahrhundert bekämpften. Diese Situation nutzte Harald Hårfagre aus, die Insel zu erobern. Er kam jedenfalls von außen, aber woher er stammte, ist ungeklärt.
Nachdem Harald seine Herrschaft gefestigt hatte, kam es zum Kampf mit anderen Kleinkönigen südlich von Karmøy bis hinab zum Boknfjord, den er siegreich bestand. Der Ort Hafrsfjord für die Schlacht dürfte historisch sein, das Jahr 872 aber aus älteren Lebensdaten errechnet. Heute geht man von einem Datum kurz vor 900 aus. Snorri berichtet als Ergebnis der Schlacht, dass Harald danach in ganz Norwegen keinen Widerstand gefunden habe. Daraus wurde in der Vergangenheit geschlossen, dass er ganz Norwegen zu einem Reich zusammengefasst habe. Das dürfte nach heutiger Kenntnis eine späte Glorifizierung sein, die dem ersten König, auf den sich seine Nachfolger beriefen, geschuldet wurde. Über die Bedeutung der Schlacht im Reichseinigungsprozess berichtet die Überlieferung im Übrigen Widersprüchliches. Haralds Einfluss erstreckte sich allenfalls bis zur Mitte der norwegischen Küste, und sein Königtum auf bestimmte Abgaben von den unterworfenen Kleinkönigen, die er als Jarle in eine gewisse Abhängigkeit brachte. Als Gegenleistung für die Abgaben hatte er für die Außenverteidigung zu sorgen. Das führte zu seinen Kriegszügen zu den Orkneys und den übrigen schottischen Inseln, von wo ausgewanderte Wikinger immer wieder Plünderungszüge an norwegische Küsten unternahmen. Harald starb 932.
Nach der Schlacht im Hafrsfjord kann man Norwegen grob in drei Herrschaftsbereiche aufteilen: Østlandet, das unter dänischer Herrschaft stand, Vestlandet unter dem Harfagre-Geschlecht und Trøndelag und Nordnorwegen unter den Ladejarlen. Nach der Konsolidierung der Herrschaft des Harfagregeschlechts begann die Unterwerfung der Ladejarle, die im 11. Jahrhundert abgeschlossen wurde. Das nächste Ziel war die Gewinnung des Bereichs um Oslo, die erst nach dem Tod des dänischen Königs Waldemars II. dauerhaft gelang.

### Erik Blodøks
Nach Haralds Tode übernahm Erik Blodøks die Herrschaft. Er führte den militärisch geprägten Stil seines Vaters fort. Er musste aber nach zwei Jahren Herrschaft vor seinem Bruder Håkon, der aus England kam, mit seiner ganzen Familie fliehen.

### Håkon der Gute
Etwa 935 übernahm Håkon der Gute die Herrschaft. Er hatte einen umgänglicheren Regierungsstil. Auch er herrschte nur im Süden, wie die Liste seiner Bundesgenossen in der letzten Schlacht ausweist, die er gegen die von dem dänischen König Harald Blauzahn unterstützten Erikssöhne führte.

### Harald Blauzahn und die Erikssöhne
Harald Blauzahn ließ sich 960 in Tønsberg als König von Norwegen huldigen. Das Volk war kriegsmüde geworden und akzeptierte die Erikssöhne nun als Könige. Er setzte 961 die Erikssöhne zu tributpflichtigen Unterkönigen über Norwegen ein. Der älteste der Eriksöhne, Harald Gråfell, tötete ein Jahr später zusammen mit seinem Bruder Erling Eriksson Sigurd Ladejarl am Trondheimfjord, die ehemalige Stütze Håkons des Guten im Norden. Damit kontrollierte Harald Gråfell als erster König den Handel über die gesamte Westküste Norwegens. Dies war auch ganz im Sinne Harald Blauzahns, denn der Handel mit Pelzen, Robbenhaut für Taue und Walrosszahn aus dem Gebiet der Samen war eine bedeutende Einnahmequelle. Der Gewinn daraus war für Harald Gråfell beträchtlich, so dass er bald die mit Tributzahlungen verbundene Stütze von Harald Blauzahn als nicht mehr so wichtig empfand. Es kam zum Konflikt mit Harald Blauzahn. Bei einem Treffen zur Aussprache wurde er um 970 am Limfjord in eine Falle gelockt und erschlagen. Die übrigen Brüder flohen außer Landes.

### Håkon Sigurdsson
Harald Blauzahn wechselte die Seiten und setzte den Sohn des ermordeten Sigurd Ladejarl, Håkon Sigurdsson zum Jarl über Norwegen ein. Der schlug um 978 König Ragnfred, den letzten Sohn von Erik, und tötete ihn. Aber auch hier kam es zu einem Zerwürfnis. Denn Harald Blauzahn war um 960 Christ geworden, aber Håkon nicht. Håkon widersetzte sich um 985 einem königlichen Befehl zur Missionierung Norwegens und hielt den alten Götterglauben aufrecht. Harald Blauzahn führte daraufhin eine Strafexpedition nach Norwegen durch, die aber von Håkon abgeschlagen wurde. Damit endete die Herrschaft Harald Blauzahns in Norwegen, und Håkon hatte eine unabhängige Alleinherrschaft inne. Er blieb aber Jarl und bemühte sich nicht um die Königswürde, was auf ein hohes gesellschaftliches Ansehen des Jarlstitels zu seiner Zeit schließen lässt. Håkon Jarl wurde wegen seines brutalen Vorgehens bald unbeliebt und um 995 ermordet, nachdem Olav Tryggvason nach Norwegen gekommen war.

### Olav Tryggvason
Olav Tryggvason war ein Enkel Harald Hårfagres. Er hatte zusammen mit Harald Blauzahns Sohn Sven Gabelbart in England geheert und von Æthelred das Danegeld eingetrieben. Dann kehrte er um 995 nach Norwegen zurück. Er hatte sich noch in England taufen lassen und begann 996 die erneute Missionierung an der norwegischen Westküste. Er prägte die ersten norwegischen Münzen, von denen aber nur drei im Ausland gefunden wurden. Ihm wird von den Sagas die Gründung der Stadt Trondheim zugeschrieben. Um 1000 fuhr er mit einer Flotte in die Ostsee, um dem dänischen König Sven Gabelbart gegen die Wenden beizustehen. In der Schlacht bei Svolder, von der weder Zeit noch Ort identifizierbar sind, kam er ums Leben.

### Sven Gabelbart
Nach dem Tode Olav Tryggvasons übte Sven Gabelbart die Herrschaft über Norwegen aus. Er setzte als Jarle Erik Håkonarson, möglicherweise auch dessen Bruder Sven, die Söhne Håkon Jarls, in Vestland und Trøndelag ein. Im Osten scheinen weiterhin Kleinkönige als Vasallen geherrscht zu haben.

### Olav der Heilige
Im Jahre 1015 erschien Olav der Heilige aus England, wo er an Wikingerkämpfen teilgenommen hatte. Er besiegte 1016 Sven, den Sohn Håkon Jarls, und wurde als König akzeptiert. Er legte die Grundzüge der norwegischen Kirchenverfassung fest. Allerdings hatte er immer wieder mit Widerständen seitens der Aristokratie in Trøndelag zu kämpfen. Mit deren Enteignung machte er sich den zweitmächtigsten Mann Norwegens, Erling Skjalgsson, zu seinem Feind. Er besiegte und tötete ihn 1027 in einer Schlacht am Boknfjord. Das führte zum Abfall vieler Verbündeter. Knut der Große, dem Olav um 1025 die Unterwerfung verweigert hatte, zog 1028 mit einer großen Flotte nach Norwegen und Olav floh zu seinem Schwager Jaroslav in Nowgorod. 1030 kehrte er in der Hoffnung zurück, seine Herrschaft zurückerobern zu können, doch die Küstenaristokratie war gegen ihn und er fiel am 29. Juli 1030 in der Schlacht von Stiklestad. Knut der Große setzte daraufhin seinen außerehelichen Sohn Sven Alfivason als Jarl über das nun zu seinem Nordseereich gehörende Norwegen ein. Dieser stand unter dem bestimmenden Einfluss seiner Mutter Alfiva. Ihr Regierungsstil war tyrannisch und führte zum Widerstand in der Bevölkerung, der auch durch die kirchliche Legendenbildung um Olav geschürt wurde. 1031 wurde er zum Heiligen erklärt.

### Magnus der Gute
Knut der Große starb 1035. Sein Sohn Sven war aus Norwegen vertrieben. Die Aristokraten, die Olav getötet hatten, riefen nun seinen unehelichen Sohn Magnus aus Nowgorod zurück und machten ihn zum König. Er nahm die umstrittenen Gesetze seines Vorgängers Sven zurück, was ihm den Beinamen „der Gute“ eingebracht haben soll. 1041/1042 zog Magnus nach Dänemark und wurde dort als König angenommen. Er war nun König über Norwegen und Dänemark. 1045 kam sein Onkel Harald Hardråde goldbeladen aus Byzanz zurück und erhob als Bruder Olavs des Heiligen Anspruch auf die norwegische Königskrone. 1046 kam es zu einem Vergleich, nach dem Harald König von Norwegen wurde, während Magnus König von Dänemark blieb. Die Reichsteilung war vollzogen.

### Harald Hardråde
Harald Hardråde war von 1047 bis 1066 König von Norwegen. Er gehörte zu den mehr kriegerisch orientierten Königen, führte verschiedene Raubzüge in Dänemark und kam bei dem Versuch, sich die englische Krone als Nachfolger Knuts des Mächtigen zu erobern, am 25. September 1066 in der Schlacht von Stamford um.

### Olav Kyrre
Harald hatte zwei Söhne: Olav und Magnus. Nach norwegischem Thronfolgerecht wurden sie beide Könige von Norwegen. Von Magnus weiß man nichts, außer dass er auf der Isle of Man der Kirche Land schenkte, wie sein Bruder Olav den Beinamen von Nidaros (später Trondheim) annahm und 1069 starb. Ab da war Olav Alleinherrscher. Er war ein Gelehrter, der sich im Bohuslän bis zu seinem Tode 1093 seinen Büchern widmete. Ihm wurde (wohl zu Unrecht) die Gründung Bergens zugeschrieben.

### Magnus Barfot
Auf Olav folgte sein Sohn Magnus Barfot. Er wird wieder als Kriegerkönig beschrieben. 1098/1099 zog er zu den schottischen Inseln und unterwarf die Orkneys, die Färöer, die Shetlands und die Insel Man. Er ließ seinen Sohn Sigurd auf Orkney regieren. 1102 unternahm er einen zweiten Kriegszug dorthin, wo er 1103 umkam. Er gilt als der letzte Wikingerkönig.

## Das christliche Mittelalter

### Die Söhne Magnus Barfots
Nach dem Tode Magnus Barfots wurden seine drei Söhne Sigurd (Jarsalfari), Øystein und Olav Könige. Von Olav ist nichts bekannt. Er starb früh. Øystein kümmerte sich um die innere Konsolidierung des Reiches, baute Bergen aus und gründete das Kloster Munkeliv. Sigurd zog als erster europäischer König auf einen Kreuzzug und unterstützte Balduin bei der Eroberung Sidons 1110. Während ihrer Regierungszeit wurde Norwegen aus dem Erzbistum Hamburg/Bremen gelöst und dem Erzbistum Lund unterstellt. 1123 starb Øystein und Sigurd war bis zu seinem Tode 1130 allein König.

### Der Bürgerkrieg

#### Harald Gille
Sigurd hatte seinen Sohn Magnus zum Nachfolger bestimmt. Da kam Harald Gille aus Irland und behauptete, Sigurds Bruder zu sein. Nach bestandener Eisenprobe hatte ihn Sigurd anerkannt, aber von ihm verlangt, erst nach dem Tode seines Sohns Magnus die Königswürde zu übernehmen. Dies widersprach dem alten norwegischen Thronfolgerecht, wonach alle Söhne eines Königs gleichberechtigt zur Königswürde berufen waren. 1134 brach der Bürgerkrieg zwischen Magnus und Harald aus. Dieser Krieg weitete sich alsbald auf alle drei nordischen Reiche aus, da alle Könige untereinander versippt waren. Harald Gille suchte Unterstützung beim dänischen König Erik Emune. Er überfiel Magnus in Bergen, ließ ihn blenden, kastrieren und einen Fuß abhacken und steckte ihn in das Kloster Munkholmen. So erhielt dieser den Beinamen Magnus der Blinde.
Die Sitte der Könige, sich auf ihren Stützpunkten Mätressen zu halten, führte zu einer unübersichtlichen Zahl gleichberechtigter Kronprätendenten. 1136 trat Sigurd Slembe auf und behauptete, ein weiterer unehelicher Sohn von Magnus Barfot zu sein. Nachdem er einem Attentat von Harald Gille knapp entronnen war, überfiel er diesen 1136 in Bergen und erschlug ihn im Bett seiner Mätresse.

#### Inge Krogrygg, Sigurd Munn und Øystein
Die Gefolgsleute von Harald Gille ließen sofort dessen vierjährigen Sohn Sigurd Munn auf dem Øyrathing zum König ausrufen. Gleichzeitig wurde auf dem Borgarthing in Oslo sein einjähriger Bruder Inge Krogrygg zum König ausgerufen. Sigurd Slembe wich nach einer verlorenen Schlacht mit dem aus dem Kloster befreiten Magnus dem Blinden nach Dänemark aus. Von dort unternahm er Plünderungszüge nach Südnorwegen, wurde im Oslofjord von den Truppen der Kinderkönige gestellt und besiegt. Magnus der Blinde wurde in der Schlacht getötet, Sigurd Slembe gefangen und zu Tode gefoltert.
1142 kam ein weiterer unehelicher Sohn von Harald Gille nach Norwegen, Øystein Haraldsson. Er zog 1150 weiter nach Westen, besetzte die Orkneys und führte nach Wikingerart Raubzüge in Schottland durch.
Um 1154 wurde von Kardinal Nikolaus Breakspear das Erzbistum Nidaros gegründet. Nach seiner Abreise verschärften sich die Spannungen zwischen den drei Brüdern. Inge erfuhr von dem Plan seiner beiden Brüder, ihn bei den nächsten gemeinsamen Verhandlungen abzusetzen. Das veranlasste ihn zu einem Präventivschlag. 1155 wurde Sigurd Munn in einer Schlacht bei Bergen geschlagen und getötet. 1157 wurde Øystein besiegt und in Bohuslän getötet. Nun war Inge Alleinherrscher. Hauptverbündeter war ein Aristokrat namens Erling Skakke, Ehemann von Sigurd Jarsalfaris Tochter Kristin.
Die Gefolgsleute der getöteten Könige organisierten den Widerstand gegen Inge. Sie scharten sich um Håkon Herdebrei, einem unehelichen Sohn von Sigurd Munn. 1158/1159 wurde er zum Mitkönig ausgerufen. Das führte zu grausamen Raubzügen König Inges im Nordwesten. Inge besiegte Håkon in einer Schlacht, und Håkon musste nach Trøndelag fliehen, wo er neue Truppen sammelte. Mit diesen zog er nach Oslo und über Schweden nach Dänemark. Aber 1159 kam es zu einem erneuten Kampf zwischen den beiden im Oslofjord, in dem Inge fiel. Håkon war nun Alleinherrscher über Norwegen.

#### Erling Skakke und Magnus Erlingsson
Erling Skakkes Sohn Magnus Erlingsson wurde 1161 fünfjährig zum König ausgerufen. Gegen die Zusage, ihm den Oslofjord zu überlassen, unterstützte der Dänenkönig Waldemar ihn gegen Håkon Herdebrei. 1162 besiegte und tötete Erling König Håkon. Nun scharten sich seine Gegner um Sigurd Markusfostre, einen weiteren Sohn von Sigurd Munn. Während Magnus nur über seine Mutter königswürdig war, war Sigurd Königssohn, jedoch anders als Magnus nicht ehelich geboren, was Magnus aus der Sicht der Kirche den Vorzug gab.
1163 wurde Magnus in Bergen als erster norwegischer König feierlich gekrönt. Bei dieser Gelegenheit wurde auch eine Reichsversammlung und eine Reichssynode abgehalten. Der Krönungseid und die kirchliche Weihe gaben dem norwegischen Königtum einen neuen Inhalt. Auf der Reichsversammlung wurde das Thronfolgerecht geändert und festgelegt, dass grundsätzlich der älteste ehelich geborene Sohn eines Königs König werden solle.
Erling versuchte, die Abmachung mit König Waldemar zu brechen, aber Waldemar kam 1165 nach Oslo und ließ sich huldigen. Nach mehreren Kriegszügen erreichte Erlings Frau 1170 einen Frieden mit Waldemar. Sie ließ sich von Erling scheiden zog außer Landes. Darauf tötete Erling ihren Sohn aus ihrer früheren Verbindung mit Sigurd Munn, Markus.
Ein paar Jahre später kam es zu Unruhen in Bohuslän, deren Kristallisationspunkt Øystein Møyla, der Sohn König Øystein Haraldsons und Enkel von Harald Gille war. Telemark schloss sich dem Aufstand an. Die Aufständischen, die sogenannten Birkebeiner, erhielten Unterstützung in Trøndelag, und Øystein wurde 1176 zum König ausgerufen. Er zog nach Süden, um Oslo erneut anzugreifen, wurde aber 1177 geschlagen und getötet. Der Führer der Birkebeiner, Sverre, behauptete, Sohn des Königs Sigurd Munn zu sein. Er wurde auf Grund verwandtschaftlicher Beziehungen aus Schweden unterstützt. 1179 schlug er bei Bergen Erling und tötet ihn. Magnus Erlingsson entkam mit Mühe. Die Kirche stand aber auf seiner Seite. Während des folgenden Krieges musste deshalb Øystein außer Landes gehen, denn Sverre errang einen Sieg nach dem anderen. Schließlich kam es 1182 zu einem Vergleich zwischen Øystein und Sverre. 1184 schlug Sverre Magnus in einer Seeschlacht am Sognefjord, und Magnus kam ums Leben. Øystein starb im gleichen Jahr. Sein Nachfolger wurde der bisherige Bischof von Stavanger. Er war immer ein scharfer Gegner Sverres gewesen.

#### Die Baglerkriege
Der Sieger Sverre sah sich unverzüglich einem neuen Gegner gegenüber, Jon Kuvlung, der behauptete, Sohn von Inge Krogrygg zu sein. Im Herbst 1188 wurde ihm auf dem Øyrating als König gehuldigt, im Dezember wurde er bereits getötet. Als nächster trat Sigurd Brenna, ebenfalls ein angeblicher Sohn König Inges, auf. Auch er wurde besiegt und getötet. Es kam zum Konflikt zwischen Sverre und dem Erzbischof über die wechselseitigen Machtbefugnisse. 1190 musste Erzbischof Erik nach Lund fliehen.
Zwischen 1189 und 1191 kam es zu weiteren lokalen Aufständen, die alle in der Regel von den Bauern vor Ort niedergeschlagen wurden. Wirklich ernst zu nehmen war nur die permanente Gegnerschaft der Kirche. Von den Orkneys ging der nächste Aufstand aus. Von dort kam die Partei von Erling Skakke und dessen Sohn König Magnus unter der Leitung von Sigurd, der behauptete, ein Sohn von Magnus zu sein. 1194 wurde die Flotte vor Bergen in einer Seeschlacht geschlagen und Sigurd getötet. Der Verdacht, den Aufstand angezettelt zu haben, fiel auf Bischof Nikolas Arnason von Oslo, was für ihn unmittelbare Lebensgefahr bedeutete. Im Sommer 1194 stellte sich Papst Coelestin III. hinter den Erzbischof und bedrohte jeden mit dem Bann, der die Rechte der Kirche, wie sie Erzbischof Øystein und Erzbischof Erik beanspruchten, in Frage stellte. Bischof Nikolas wurde zur feierlichen Krönung Sverres gezwungen. Daraufhin wurden alle an der Krönung beteiligten Geistlichen vom Papst gebannt. Erzbischof Erik belegte anschließend von Lund aus den König mit dem Kirchenbann und verhängte über Norwegen das Interdikt. Erik setzte nun Mittel der Propaganda ein, lud die Bischöfe zu einer Reichssynode und erklärte, der Bann sei ein in Dänemark erfundenes Gerücht.
Bischof Nikolas zog 1195 nach Lund und verglich sich mit dem Erzbischof. Nach seiner Rückkehr gründete er die Bagler (dt. Krummstäbler. Bagall = Bischofsstab)-Partei. Galionsfigur wurde Erling Steinvegg, ein angeblicher Sohn von Magnus Erlingsson. Aber die militärische und politische Leitung behielt Bischof Nikolas. Erling wurde auf dem Borgarthing gehuldigt. Die Bagler beherrschten den Oslofjord und das Oppland. Sverre intensivierte seine Propaganda und ließ von einem gelehrten Geistlichen eine Schrift verfassen, in welcher er nachwies, dass der Bann unrechtmäßig und damit wirkungslos sei.
1196 brach der 1. Baglerkrieg aus. 1197 kam es zu einer Schlacht im Oslofjord mit einem Sieg Sverres, 1198 siegten die Bagler vor Trondheim. In der nächsten Seeschlacht 1199 unterlagen die Bagler. Sverre forcierte den Schiffbau. In den folgenden drei Jahren wurde die bessere Ausrüstung und die bessere Kampferfahrung der Truppen Sverres in den weiteren Kämpfen um den Oslofjord für diese Phase des Krieges entscheidend. Die Bagler wurden geschlagen, und 1202 eroberte Sverre Bergen. Dabei erkrankte er und starb.
Sein Sohn Håkon folgte seinem Vater nach. Er holte die landflüchtigen Bischöfe zurück und verglich sich noch im Sommer 1202 mit ihnen. Der Vergleichsvertrag wurde so ungenau abgefasst, dass beide Seiten damit leben konnten. Die Lage änderte sich, als der König 1204 starb. Die Birkebeiner wählten seinen vierjährigen Enkel Guttorm Sigurdsson zum König. Die Leitung des Reiches übernahm Sverres Neffe Håkon, der, weil jedem vernünftigen Rat unzugänglich, bald den Beinamen Galen (der Verrückte) bekam. Die nach Dänemark ausgewichenen Bagler wollten dies nicht hinnehmen. Sie sammelten sich um den angeblichen Sohn Magnus Erlingssons Erling Steinvegg und hatten die Unterstützung von König Waldemar II. Inzwischen bestimmten die Truppen den König. Erling wurde 1204 von den Baglern in Oslo zum König gewählt. Im gleichen Jahr starb der kleine Guttorm. Die Birkebeiner wählten Inge Bårdsson aus altem Trøndergeschlecht, Sohn von Sverres Schwester Cecilia Sigurdsdatter mit dem Adligen Bård Guttormsson. Håkon blieb militärischer Anführer, und Inge zog sich nach Trøndelag zurück. Er zwang die Bagler wieder nach Dänemark zurück. Im folgenden 2. Baglerkrieg kämpften nur noch Berufssoldaten ohne durchgreifenden Erfolg gegeneinander. Als dann auf der Baglerseite Erling Steinvegg 1207 starb, machte sich allgemein Kriegsmüdigkeit breit. Bischof Nikolas gelang es noch, den Neffen Inges Philipp Simonsson zum König wählen zu lassen, was zu neuerlichen Kämpfen führte. Aber der Rückhalt der Truppen in der Bevölkerung war verschwunden, so dass es 1208 zum Friedensschluss von Kvitsøy kam, auf der das Reich zwischen Inge, Håkon und Philipp dreigeteilt wurde. Auf Druck der Birkebeiner sollte Philipp den Königstitel nicht annehmen und Inge als Oberkönig anerkennen. Er führte ihn dennoch und benutzte weiterhin das Königssiegel.
Als Jarl Håkon 1214 starb, übernahm er dessen Reich. Nach seinem Tod 1217 wurde Håkon Håkonsson König. 1217 starb auch Philipp. Zunächst übernahm dessen Macht Ragnvald Hallkjelsson, ein Neffe Magnus Erlingssons. Er wurde aber auf einem Thing erschlagen. 1218 kam es zur Aussöhnung zwischen Baglern und Birkebeinern. Es kam aber immer noch zu lokalen Aufständen im Südosten, die aber mehr von Räuberbanden geführt wurden, die sich um obskure Königsabkömmlinge scharten. Nur gehörte zu dieser Zeit zum vollen Königtum auch die kirchliche Krönung. Diese geschah erst 1247. 1260 wurde im Thronfolgegesetz das Einkönigtum für Norwegen endgültig verankert. Unter seiner Regierung wurden eine Reihe Gesetzesverbesserungen eingeführt und damit eine durchgreifende Rechtsreform in Angriff genommen, die sein Sohn dann vollenden sollte. Unter ihm schloss Island mit Norwegen einen Staatsvertrag, „gamli sáttmáli“ (der alte Vertrag), der Island unter die Oberhoheit Norwegens brachte und Freistaatszeit beendete. Er starb 1262 auf einem Feldzug gegen die Schotten, die die Orkneys angegriffen hatten.

### Magnus Lagabøte Håkonsson
Magnus Lagabøte baute einen effizienten und hochgebildeten Diplomatenstab auf. So kam es 1266 zu einem Vertrag mit Schottland, gegen das sein Vater Krieg geführt hatte. In diesem Vertrag überließ er die Insel Man und die Hebriden für eine Einmalzahlung von 4000 und einer jährlichen Zahlung von 100 Mark Sterling an Schottland. Angeblich waren die 100 Mark die Hälfte der norwegischen Einnahmen von den beiden Kolonien. Dafür erkannte Schottland die Oberhoheit Norwegens über die Shetlands und Orkneys an. Die Zahlungen wurden von der Schottischen Seite 1270 eingestellt. Das trübte das Verhältnis zu Schottland. Am Ende seines Lebens verbesserte es sich aber, und sein Sohn und Nachfolger Erik heiratete Margarete, die Tochter des schottischen Königs Alexander III.
Im Allgemeinen war auch sein Verhältnis zu Schweden gut, wenn er auch bei den schwedischen Thronstreitigkeiten den später unterlegenen Waldemar Birgerson gegen Magnus I. unterstützte.
Er war mit Ingeborg, der Tochter des dänischen Königs Erik Plogpenning, verheiratet. Nach dem Tode Eriks kam es zu Thronstreitigkeiten in Dänemark, wo das Erbrecht seiner Frau ebenfalls eine Rolle spielte. Es gelang ihm sich aus dem Streit herauszuhalten.
Seine bedeutendste Leistung lag aber auf dem Gebiet der Gesetzgebung, wodurch er den Beinamen „lagabæte“ (Gesetzesverbesserer) erhielt. Er ersetzte Frostathingslov und Borgathingslov durch ein einheitliches Gesetzeswerk in zwei Rechtsbüchern, dem Landslov und dem Bylov. Für Island galt eine Sonderfassung, das Jónsbók. Die Hirðskrá wurde novelliert. Auf Beschwerde der Hanseaten gab er ihnen weitreichende Immunität, der Beginn des Sonderrechts für die Hanseaten in Bergen.
Neben der Leidangsplikt, der bisher geltenden allgemeinen Wehrpflicht, stellte er ein Berufsheer von ungefähr 1200 Mann auf.
1280 starb er. Sein Nachfolger wurde sein Sohn Erik Magnusson.

### Erik Magnusson
Erik Magnusson übernahm die Königswürde mit zwölf Jahren. Er stand daher unter der Vormundschaft des Reichsrates. Dieser nahm den Konfrontationskurs seines Großvaters gegen die Kirche und dessen aggressive Außenpolitik wieder auf. Diese Politik richtete sich gegen Dänemark und die Hanse. Nur zu England und Schottland blieben die Beziehungen gut. Die Verbindung mit Schottland wurde durch die Ehe mit der sieben Jahre älteren Königstochter Margarete im Jahre 1281 gefestigt. Sie brachte eine Mitgift von 14 000 Mark Silber mit in die Ehe. Darüber hinaus wurden die schottischen Zahlungen für die Insel Man und die Hebriden wieder aufgenommen.
1280 kam es zu erneuten schweren Konflikten zwischen Reichsrat und Kirche, die dazu führten, dass 1282 Erzbischof Jon Raude zusammen mit den Bischöfen von Oslo und Hamar das Reich verlassen mussten. Er starb im gleichen Jahr in Skara in Schweden. Danach kam es zu einem Vergleich mit der Kirche.
Die Politik gegen die Hanse führte zu einer Sperrung des Øresunds. Dies zwang zu Verhandlungen, die 1285 zu dem Schiedsspruch von Kalmar durch König Waldemar Birgerssons führten, wonach Norwegen 6000 Mark Silber zu zahlen und die Handelsprivilegien wieder zu gewähren hatte. Das führte in der Folgezeit praktisch zu einem Staatsbankrott. Der Hanse blieb aber der Handel ins Hinterland und die Handelsfahrt nördlich von Bergen nach wie vor verboten. Das war ein Separatfrieden zwischen Norwegen und den norddeutschen Städten, in den Dänemark nicht einbezogen war. Der Reichsrat konnte daher seine antidänische Politik fortsetzen. Als Grundlage wurde der Erbanspruch von Ingeborg, der Frau von König Magnus und Tochter des dänischen Königs Erik Plogpening herangezogen. Nach dem Mord an Erik Klipping wurde die dänische Adelsopposition der Täterschaft beschuldigt und pauschal in die Verbannung geschickt. Sie kam nach Norwegen. An ihrer Spitze standen Graf Jakob von Nord-Halland. Es war immer wieder das Ziel norwegischer Politik gewesen, Halland zu gewinnen. 1289 begann der Krieg mit einem großen Flottenaufgebot nach Dänemark. 1290 kam es zu einem zweiten Heereszug und zur Bildung befestigter Brückenköpfe in Halland, was die Kontrolle über den Øresund ermöglichte. Daneben unterstützte Norwegen die Opposition gegen Erik Menved. Nach den nächsten Kriegszügen 1293 und 1295 bot König Erik von Dänemark Vergleichsverhandlungen an, die im Herbst 1295 mit einem Waffenstillstand in Hindsgavl auf Fünen endeten. König Erik von Norwegen und sein Bruder erhielten freie Verfügungsgewalt über die in Dänemark von der Mutter geerbten Güter, und die Verbannten erhielten ihren Besitz wieder. Der Waffenstillstand wurde später erneuert und währte bis in die Regierungszeit Håkons V. Die ständigen Rüstungsanstrengungen überstrapazierten den norwegischen Haushalt und die Einnahmen, so dass 1285 akuter Geldmangel eintrat.
Am 13. Juli 1299 starb König Erik und sein Bruder Håkon trat am 10. August die Nachfolge an.

### Håkon Magnusson
Håkon Magnusson begann seine Nachfolge nach seinem Bruder 1299 damit, den Reichsrat zu säubern und 1302 ein Gesetz über die Befugnisse des Reichsrates bei der Ausübung der Vormundschaft zu erlassen und 1308 eine Verwaltungsordnung für den königlichen Hof zu erlassen. Gleichwohl wurde der „Rat des Königs“ nun zu einem selbständigen königlichen Regierungsorgan nach dem Vorbild des übrigen Europas. Nach dem Krönungseid von 1260 und 1273 sollte der König die Gesetze mit dem Rat guter Männer ergänzen. In den Tagen Håkon Håkonssons und Magnus lagabøtes war der Rat guter Männer noch der Reichstag. Aber 1280 kam es zu einer großen Gesetzesnovellierung durch den Reichsrat, worin diese Rolle auf den Reichsrat verlagert wurde. 1308 erließ König Magnus Håkonsson eine umfassende Novelle des Staats- und Verwaltungsrechts. Darin ging es vor allem darum, für die Zukunft die Ausdehnung der Adelsgewalt und ihren Selbstbedienungsmissbrauch zu verhindern, der offenbar besonders während der Vormundschaft über den minderjährigen König Erik eingerissen war. Künftig durften keine neuen Lendmenn und Jarle als die Königssöhne und Orkney-Jarle ernannt werden. Der König wollte auf diese Weise die Zusammensetzung seines Hofapparates mit neu ernannten Hofbeamten selbst steuern. Alle Regierungsbezirke (Syssel) wurden auf neue Personen übertragen, auf die er einen besseren Zugriff hatte. Die praktische Wirkung dieser großen Verwaltungsnovelle von 1308 ist allerdings sehr umstritten, da die personellen Voraussetzungen für deren Umsetzung noch nicht vorhanden waren. Seine engsten Mitarbeiter wählte er nicht mehr nach Stand und Vermögen, sondern nach Ausbildung und Fähigkeit aus. Damit trat eine gewisse Professionalisierung der Regierung ein. Er erhielt die päpstliche Erlaubnis, seine Kapellen in gewissem Maße losgelöst von den Bischofskirchen unter Leitung eines Kapellan (Kapellmagister) zu errichten. Es entstanden 14 königliche Kapellen im Lande, davon vier mit einem Priesterkollegium: die Apostelkirche in Bergen, die Mariakirche in Oslo, die Olavskirche auf Avaldsnes und die Michaelskirche auf Tønsberghus. In den Geistlichen dieser Kapellen fand der König zuverlässigere Mitarbeiter als es die übrigen Geistlichen waren. Mit zunehmender Ausweitung der Schrift im Verkehr mit den übrigen Landesteilen wandelte sich allmählich das Reisekönigtum in eine stationäre Hofhaltung. Norwegen begann, ein Staat im modernen Sinne zu werden, obgleich es den Begriff noch nicht gab. Aber es kam der Begriff „Norges kongens Rige“ (Das Reich des Königs von Norwegen) auf.
Aber die ökonomische Grundlage dieses Staates war schwach. Die kirchlichen Institutionen hielten ca. 40 % des Grundvermögens, der König etwa 7 %. Die staatliche Steuer konnte sich bei weitem nicht mit dem kirchlichen Zehnten messen. Die staatlichen Einnahmen aus Bußen, Steuern, Zollabgaben und Abgaben von den Kronbesitzungen waren verhältnismäßig bescheiden. Das hängt zum einen mit dem Schiedsspruch von Kalmar, zum anderen mit der geringen Bevölkerungsdichte zusammen. Eine engagierte mit Kosten verbundene Außenpolitik war damit nicht zu leisten.
Ein weiterer Aspekt seiner Politik war die Abwehr des Versuchs der Hanse, entgegen den Privilegien auch Binnenhandel zu betreiben. Sie führten zu entsprechenden Verboten, zu denen auch das Verbot von Spekulationskäufen führte, also Aufkauf von Waren in fetten Jahren und Verkauf zu überhöhten Preisen in mageren Jahren. Aber auch der norwegische Außenhandel wurde durch Exportzölle für ausländische Exporteure geschützt. Ausländische Schiffe, die norwegische Häfen anliefen, mussten ab 1294 ein skipspund = 160 kg Korn bezahlen. Während der kontinentalen Hungerjahre 1315 und 1316 (Lit.: Curschmann 1900, S. 85, 208 f.) verbot der König den Export von Butter, Klippfisch und Stockfisch für ausländische Exporteure, die kein Getreide nach Norwegen brachten. Dies war eine der Ursachen für die großen Pestepidemien jener Zeit, die mit der Einfuhr von Getreide eingeschleppt wurden (siehe dazu Pestepidemien in Norwegen).
Gegenüber Schweden und Dänemark setzte er, allerdings glücklos, die Politik seines Vaters fort, indem er die schwedische Unterstützung für ein Vorgehen gegen König Erik Menved von Dänemark im Einvernehmen mit der dortigen Adelsopposition suchte. Denn er hatte seine einjährige Tochter Ingebjørg mit Erik, dem zwanzigjährigen Sohn des schwedischen Königs Birger, verlobt. Als sich die Söhne Birgers gegen ihren Vater erhoben, sah sich Norwegen plötzlich in Schweden und Dänemark auf Seiten der Opposition. Erik floh nach Norwegen und wurde vom König mit Bohuslän und Halland belehnt. Doch Erik wechselte die Seiten und verglich sich mit König Erik Menved und nahm von ihm Halland zu Lehen. Damit war die norwegische Politik gescheitert, und König Håkon musste sich mit Erik Menved ebenfalls vergleichen. Er verlobte nunmehr seine Tochter Ingeborg mit dem Bruder Eriks, Magnus, und begann mit dem Bau der damals uneinnehmbaren Festung Bohus.
Die schwedische Adelsopposition stürzte 1318 König Birger. Zum Nachfolger wurde 1319 Magnus Eriksson gewählt. König Magnus starb am 8. Mai 1319.

### Magnus Eriksson
Magnus Eriksson war der Enkel von König Magnus und drei Jahre alt, als er nach dem Tode seines Großvaters auch zum König von Norwegen gewählt wurde. Jetzt traten sowohl der norwegische als auch der schwedische Reichsrat die Vormundschaft im jeweiligen Land an. Zum ersten Mal tritt der Reichsrat in staatsrechtlicher Funktion in Erscheinung. Dem Reichsrat stand ab 1323 ein Statthalter vor, der den Titel „Des Königs Statthalter in Norwegen“ und das königliche Siegel führte. Dazu kam 1327 ein Reichskanzler. Das wurde der hochgelehrte Pål Bårdsson, Doktor des römischen und kanonischen Rechts der Universität Orléans. 1333 wurde er Erzbischof. Die erste Aufgabe war, den Konflikt zwischen Russland und Norwegen/Schweden um die Gebiete der Samen zu beenden. Er wurde 1326 durch einen Vertrag beigelegt, die Plünderungszüge gingen aber bis Mitte des 14. Jahrhunderts weiter. Die Beschränkungspolitik gegenüber der Hanse wurde fortgesetzt.
1331 wurde Magnus nach schwedischem Recht mündig und übernahm dort die Regierungsgeschäfte, fünf Jahre vor der Mündigkeit in Norwegen. Der Statthalter in Norwegen trat zurück, und 1333 wurde der Kanzler Erzbischof und legte deshalb sein Amt nieder. Nach seiner Hochzeit mit Blanche von Namur 1335 kam es zwischen dem König und der Aristokratie zum Konflikt, teils, weil er deren Einkünfte zum Teil für sich beanspruchte, teils, weil er ihre Privilegien beschnitt. 1336 ließ er sich in Stockholm für beide Reiche krönen. Bei dieser Zeremonie fehlten Vertreter des norwegischen Staates. Die Spannungen nahmen zu, und 1339 kam es in Ostnorwegen sogar zu einem Aufstand. Es kam zu einem Treffen mit dem Reichsrat, bei dem unter anderem festgehalten wurde, dass sein 1339 geborener Sohn Erik schwedischer König und sein 1340 geborener Sohn Håkon norwegischer König werden sollten. Das war ein Bruch mit dem norwegischen Thronfolgegesetz von 1260, wonach der älteste Sohn eines Königs dessen Nachfolger werde. Außerdem änderte er seine Handelspolitik gegenüber der Hanse. Er erneuerte die alten Handelsprivilegien der Hanse. Alle Kaufleute der deutschen Hanse erhielten Zollbefreiung und unbeschränkte Handelserlaubnis sowie eigene Gerichtsbarkeit nach ihren Gesetzen und Traditionen. Tatsächlich aber war Haupthandelspartner Norwegens England.
Während der großen Pestepidemie 1348/49 starben im Land rund 60 % der Bevölkerung, was große soziale und wirtschaftliche Umwälzungen nach sich zog. Die Oberschicht war am stärksten betroffen und wurde nach und nach von Dänen ersetzt. Die Sprache änderte sich dadurch, und das Land konnte sich einen eigenen Königshof nicht mehr leisten.

## Kalmarer Union (1397–1523)
Nachdem Königin Margarethe I. von Dänemark und Norwegen auch zur Regentin im Königreich Schweden gewählt wurde, waren die drei Länder in einer Union vereint. In der schwedischen Stadt Kalmar wurde 1397 Erich von Pommern, ein Neffe von Margarethe I., als König der Union gekrönt, nachdem er zuvor bereits 1388 vom norwegischen Reichsrat zum „Erben des Reiches“ erklärt wurde. Die Union wurde 1450 durch einen Vertrag, in dem das Prinzip der gemeinsamen Königswahl enthalten ist, festgeschrieben. Der Vertrag wurde aber nie ratifiziert. In der von Dänemark beherrschten Union wurde die Position Norwegens immer schwächer, während es immer wieder zu Auseinandersetzungen zwischen Dänemark und Schweden kam. Nachdem der schwedische Adel unter Gustav I. Wasa gegen das dänische Königshaus rebellierte und auch der norwegische Adel Widerstand leistete, wurde der letzte König der Union Christian II. 1523 vom Thron abgesetzt. Das bedeutete das Ende der Kalmarer Union.

## Union mit Dänemark (1523–1814)
Nach der Auflösung der Kalmarer Union war Norwegen de jure in Union mit Dänemark, aber de facto zu einer autonomen dänischen Provinz geworden. Durch Christian III. wurde 1536 offiziell die Reformation in Norwegen eingeführt. Die theologische Grundlage dafür bildete die lutherische Kirchenordnung von Johannes Bugenhagen. Infolgedessen wurde das norwegische Kirchenvermögen zugunsten der Krone enteignet und der König setzte sich selbst als Oberhaupt der Kirche ein. Damit war die Geistlichkeit politisch entmachtet. Von den Beamten stammte die Mehrzahl aus Dänemark. Dänisch wurde zur alleinigen Sprache der Liturgie und der königlichen Verwaltung erklärt. So mussten die Norweger nach Kopenhagen fahren, um zu studieren. Erst gegen Ende des 18. Jahrhunderts, als das norwegische Nationalbewusstsein erstarkte, erhielten Norweger wieder breiteren Zugang zu öffentlichen Ämtern. 1813 begannen die Planungen zur Errichtung einer eigenen norwegischen Universität in Christiania (Oslo), die aber erst in der Zeit der Union mit Schweden verwirklicht wurde.
Eine gewisse wirtschaftliche Bedeutung für den dänischen Gesamtstaat hatten Norwegens Erzbergwerke. Die dafür zuständigen Verwaltungsbehörden waren die einzigen allein für Norwegen zuständigen Institutionen. Für alle anderen Angelegenheiten war die Dänische Kanzlei in Kopenhagen zuständig.
Während der Napoleonischen Kriege war Norwegen zweimal, 1801 und 1807–1814, durch britische Marineblockaden vom dänischen Mutterland getrennt. Im letzten Kriegsjahr 1814 wurde Norwegen dann auch zum Kriegsschauplatz, als schwedische Truppen versuchten, das Land zu besetzen. Die Tatsache, dass aus Dänemark keine militärische Hilfe zu erwarten war und die Erkenntnis, dass Norwegen mehrere Jahre hindurch auch ohne administrative Weisungen aus Kopenhagen ausgekommen war, führten maßgeblich zum Beginn der Unabhängigkeitsbewegung von 1814.

## Union mit Schweden (1814–1905)
Der dänische König, der in den Napoleonischen Kriegen auf Napoleons Seite gestanden hatte, musste nach dem Fall Napoleons im Kieler Frieden Norwegen an Schweden abtreten. Sowohl der dänische Statthalter in Norwegen, der im Mai 1813 in dieses Amt eingesetzte dänische Prinz Christian Friedrich, als auch weite bürgerliche Kreise lehnten den Übergang an Schweden ab. Am 27. Februar 1814 proklamierte Norwegen deshalb seine Unabhängigkeit im Hinblick auf die geplante Union mit Schweden und beendete so die dänisch-norwegische Personalunion selbst, bevor die Vereinbarungen des Kieler Friedens rechtswirksam wurden. Am 17. Mai 1814 trat in Eidsvoll bei Oslo eine Verfassungsgebende Versammlung norwegischer Bürger zusammen, die das Grundgesetz beriet und die norwegische Verfassung verabschiedete. Die im Grunnlov verankerten Institutionen und Prinzipien bilden bis heute das legislative Fundament des Norwegischen Staates. Männern über 25 wurde das Wahlrecht zugesprochen, sofern sie Beamte waren, als Landwirte zu versteuerndes Grundeigentum besaßen oder als Stadtbewohner ein bestimmtes Vermögen besaßen. Dies bedeutete in gewisser Weise einen Vorteil der Beamten gegenüber den Städtern, da jene eher in der Lage waren, die Landbevölkerung bei der politischen Meinungsbildung zu beeinflussen. Auch die Ausrichtung des Staatswesens auf die Monarchie und dessen Beamtenschaft verstärkte die Position der im Staatsdienst tätigen embetsmenn.
Christian Friedrich wurde zum König von Norwegen gewählt. Er konnte seine Macht jedoch nur wenige Monate halten, weil eine völlige Unabhängigkeit Norwegens nicht durchsetzbar war. Seine Rolle bei den Ereignissen des Jahres 1814 ist in der Geschichtswissenschaft umstritten. Eine an den nationalen Interessen Norwegens ausgerichtete Schule betont seinen Widerstand gegen den Kieler Vertrag und sein zögerliches Verhalten im Spätsommer 1814. Sie sieht ihn als einen Handlanger dynastischer Interessen. Im Zuge einer Neubewertung wird sein politisches Geschick ebenso wie sein Wirken zu Gunsten der Unabhängigkeit Norwegens anerkannt. In der Konvention von Moss räumte der schwedische Kronprinz Karl XIV. Norwegen jedoch die Beibehaltung seines Grundgesetzes ein, sodass das Verhältnis zwischen Norwegen und Schweden lediglich eine Personalunion darstellte – zwei Staaten mit demselben Staatsoberhaupt und gemeinsamer Außenpolitik. Island, Färöer und Grönland, die ursprünglich zum Königreich Norwegen gehört hatten, fielen durch den Kieler Vertrag an Dänemark.
Der ab 1848 entstehenden norwegischen Arbeiterbewegung verlieh Marcus Thrane wesentliche Impulse. Er gründete lokale Arbeitervereine und gab das Blatt der Arbeitervereine heraus. Daraus entstand die Thranitterbewegung. Auf ihrem Höhepunkt waren in 400 Vereinen etwa 30.000 Mitglieder organisiert.
In den 1840er Jahren entstand auch die Bewegung des Skandinavismus, die nicht nur die kulturelle Gemeinschaft von Schweden, Dänemark und Norwegen, sondern auch ihr politisches Zusammenwirken zum Ziel hatte. Für Norwegen hätte das aber die Beibehaltung der Unterordnung in der Union mit Schweden bedeutet. Deshalb forderten Kreise aus der erstarkenden städtischen Bürgerschaft, der Beamtenschaft und der Intelligenz eine Reform der Staatsverwaltung zugunsten der lokalen Selbstverwaltung und eine wirkliche Gleichstellung Norwegens in der Union. Ihr Führer war Johan Sverdrup zusammen mit dem Storting-Abgeordneten Ole Gabriel Ueland, dem Vertreter der „Bauernopposition“. Sie gründeten 1859 eine Reformgesellschaft, die sie zu einer nationalen politischen Partei entwickeln wollten, die aber wieder zerfiel. Der Streit über die Bedingungen für die Union flammte 1859 erneut auf, als die Frage der königlichen schwedischen Statthalterschaft in Norwegen aufgeworfen wurde. Das Storting schaffte dieses Amt einseitig ab und berief sich dabei auf die völlige Souveränität Norwegens in den Fragen, die gemäß der Unionsakte von 1815 nicht unter das Vorbehaltsrecht Schwedens fielen. Gegen diesen Beschluss erhob der schwedische König Oskar I. Einspruch. 1865 wurde auf schwedische Initiative ein schwedisch-norwegisches Komitee zur Überprüfung der Bedingungen der Union gebildet. Das Storting lehnte aber 1871 Vorschläge dieses Komitees für die Gründung gemeinsamer Institutionen beider Länder ab.
Für die Erneuerung der nationalen Kultur war in den 1850er Jahren die Schaffung einer eigenen norwegischen Schriftsprache auf der Grundlage von norwegischen Dialekten, dem sogenannten Landsmål, durch Ivar Aasen von Bedeutung. Damit sollte eine Abgrenzung zu der bisher dänisch dominierten Schriftsprache, dem Riksmål erfolgen.
Frauen durften sich bereits ab 1901 an Regionalwahlen beteiligen. Voraussetzung war jedoch, dass sie über Grundbesitz verfügten oder mit Grundbesitzern verheiratet waren.

## Auflösung der Union (1905)

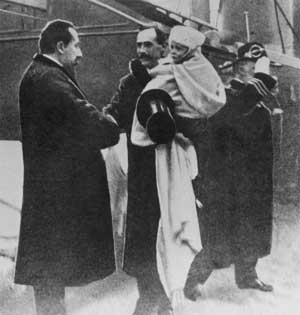
Ankunft des neuen Königs Håkon VII. in Norwegen, auf seinem Arm Kronprinz Olav; links Ministerpräsident Christian Michelsen

Während des 18. und 19. Jahrhunderts entstand in Norwegen eine starke nationalromantische Volksbewegung für größere Selbständigkeit erst innerhalb des dänischen Reiches, dann für eine Gleichberechtigung innerhalb der schwedisch-norwegischen Personalunion. In Norwegen blühte zu dieser Zeit ein kultureller Aufschwung (beispielsweise durch Ibsen, Bjørnson und Edvard Grieg), der auch der Nationalbewegung half.  Diese Entwicklung verstärkte das Bestreben Norwegens nach völliger Unabhängigkeit. Bereits 1892 beschloss das Storting Verhandlungen mit Schweden über die konsularischen Vertretungen Norwegens im Ausland aufzunehmen. Zwischen 1902 und 1904 wurde im schwedisch-norwegischen Komitee der letzte Versuch unternommen, sich über strittige Fragen der außenpolitischen Vertretung zu einigen, der aber scheiterte, weil Schweden auf dem Recht bestand, die norwegischen Konsuln einzusetzen. Das führte schließlich dazu, dass das Storting im Mai 1905 ein unabhängiges Konsularwesen forderte. Als der schwedische König Oskar II. dies ablehnte, trat die norwegische Regierung zurück. Das norwegische Parlament erklärte darauf die Personalunion am 7. Juni für nichtig und setzte die zurückgetretene Regierung provisorisch wieder ein. Eine Volksabstimmung am 13. August, die auch vom schwedischen Reichstag gefordert worden war, bekräftigte mit 99,5 Prozent der Stimmen die Auflösung der Union mit Schweden. Die norwegische Seite bot nun Oskar an, ein schwedischer Prinz könne den Thron eines unabhängigen Norwegen besteigen, doch Oskar lehnte dies im September 1905 ab.
Noch während des Ablösungsprozesses kam es zu Spannungen um die zukünftige Grenzziehung zwischen Norwegen und Schweden, in deren Verlauf die Streitkräfte beider Länder mobilisiert und Bündnisgespräche mit mehreren europäischen Staaten geführt wurden. Am 23. September wurden die Trennungsverhandlungen jedoch friedlich mit dem Vertrag von Karlstad abgeschlossen und mit einer weiteren Volksabstimmung die konstitutionelle Monarchie als Staatsform festgelegt. Der dänische Prinz Carl wurde als norwegischer König vorgeschlagen. Er verlangte jedoch eine Volksabstimmung zur Legitimierung durch die Bevölkerung. Das Ergebnis fiel positiv aus, so dass Prinz Carl von Dänemark am 18. November zu König Håkon VII. von Norwegen gewählt wurde. Über seine Mutter Louise stammte der neue norwegische König als Enkel von König Karl XV. aus dem schwedischen Königshaus Bernadotte. Als zweiter Sohn des dänischen Königs Friedrich VIII. war er Mitglied der dänischen Königsfamilie. Am 2. November 1906 unterzeichneten die Großmächte Großbritannien, Frankreich, Deutschland und Russland einen Vertrag, in dem sie die Unabhängigkeit Norwegens garantierten. Dabei sah Norwegen Großbritannien als wichtigste Garantiemacht an, da es der größte Handelspartner und Håkon VII. mit Maud von Großbritannien und Irland verheiratet war, der jüngsten Tochter des britischen Königs Eduard VII.
In der Wahl von 1906 unterstützen die Befürworterinnen des Frauenwahlrechts die Radikalen, und ein Sieg der Radikalen führte dazu, dass 1907 diejenigen Frauen, die bereits über das regionale Wahlrecht verfügten, auch auf nationaler Ebene dieses Recht erhielten. 1913 wurden alle Beschränkungen aufgehoben. Damit führte Norwegen das Frauenwahlrecht 1913 als vierter Staat der Erde nach Neuseeland, Australien und Finnland ein.

## Erster Weltkrieg
Norwegen versuchte im Ersten Weltkrieg seine Neutralität zu wahren, war aber indirekt durch die Handelsflotte beteiligt und agierte auf der Seite der Entente. So konnten die Entente-Mächte norwegische Schiffstonnage für den Warentransport chartern. Großbritannien (das ab 1914 eine Seeblockade der Nordsee gegen Deutschland betrieb) übte starken wirtschaftlichen Druck auf Norwegen aus, um den Export von kriegswichtigen Gütern wie Kupfererz und Eisenpyrit nach Deutschland zu verhindern. Deshalb galt Norwegen als neutraler „Alliierter“. Dadurch spitzten sich seit 1916 die Beziehungen zwischen Norwegen und Deutschland zu. Deutsche U-Boote versenkten norwegische Schiffe in norwegischen Gewässern. Im Juli 1917 stimmte der norwegische Reederverband einer Umflaggung seiner Schiffe nach Großbritannien zu. Die norwegische Handelsflotte büßte etwa die Hälfte ihrer Vorkriegstonnage (800 Schiffe) ein. 1156 norwegische Seeleute sind im uneingeschränkten U-Boot-Krieg verschollen. Ende 1917 lieferte Großbritannien Flugzeuge und Flugabwehrgeschütze an Norwegen und bildete Mitglieder der dortigen Streitkräfte in der Benutzung aus. Im September 1918 stimmte die norwegische Regierung unter Gunnar Knudsen nach anfänglichem Widerstand der Verminung norwegischer Gewässer durch die britische Marine zu.

## Zwischenkriegszeit
Norwegen wurde 1918–1919 direkt nach dem Ersten Weltkrieg von einem kurzen Wirtschaftsaufschwung geprägt. Danach verschlechterte sich aber die wirtschaftliche Situation. Eine der Hauptursachen waren Probleme mit südeuropäischen Handelspartnern aufgrund der Prohibition in Norwegen. Um die norwegische Währung zu stärken, brauchte man hohe Zinsen, die mit der Zeit zu einem Preisverfall führten. Das löste eine Schuldenkrise aus. Immobilienpreise sanken, bis die gekauften Häuser die Kredite nicht mehr sicherten. Nachdem 1927 die Golddeckung sichergestellt war, ging es aufwärts. Die wirtschaftliche Entwicklung war auch in den 1930ern relativ stabil.
Norwegen beteiligte sich aktiv an der Ausarbeitung der Satzungen des Völkerbundes und trat ihm 1920 bei. Norwegens Ansprüche auf Spitzbergen (Svalbard) und die Bäreninsel wurden durch den Spitzbergenvertrag von Paris am 9. Februar 1920 anerkannt. Dabei musste Norwegen die Gleichberechtigung aller Vertragspartner des Spitzbergen-Vertrags bei der ökonomischen Tätigkeit auf den Inseln und ihre Neutralität zusichern.
Während der Zwischenkriegszeit kam es mit Dänemark zu erheblichen Spannungen, die beinahe in einen bewaffneten Konflikt gemündet hätten. Man stritt um den Besitz der grönländischen Ostküste. Denn nachdem Dänemark 1921 seine Oberhoheit über ganz Grönland deklariert hatte, war dies zunächst auch von Norwegen anerkannt worden. Aufgrund verschiedener dänischer Maßnahmen wurde diese Anerkennung jedoch später widerrufen, und 1930 kam es schließlich zu einer vorübergehenden norwegischen Besetzung von Teilen Ost-Grönlands. Ein Schiedsspruch des Ständigen Internationalen Gerichtshofs in Den Haag bestätigte jedoch 1933 die dänischen Ansprüche, woraufhin Norwegen auf seine territorialen Forderungen verzichtete und sich wieder von der grönländischen Ostküste zurückzog.

## Zweiter Weltkrieg

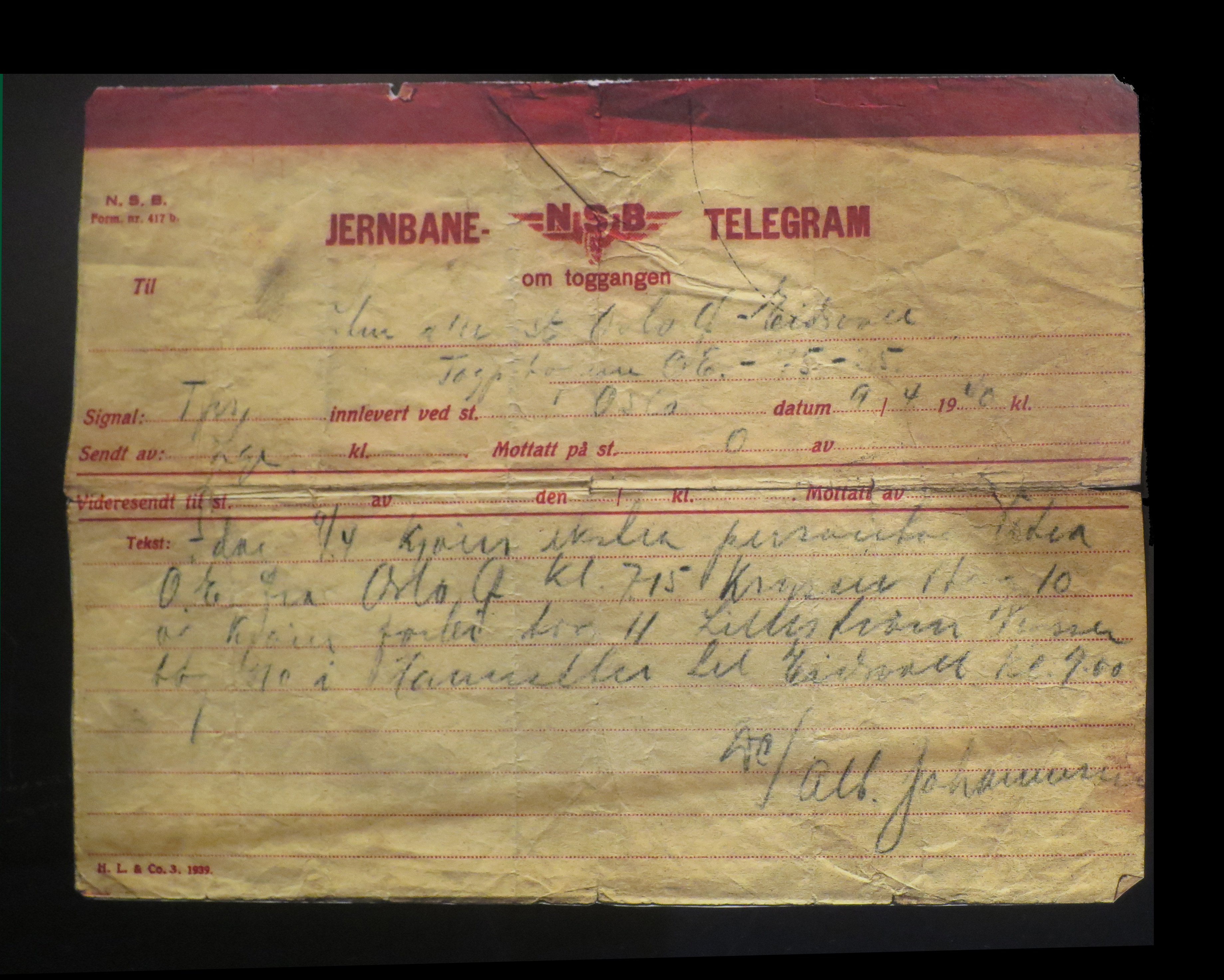
Telegramm der Norwegischen Staatsbahn zur Fahrt des Sonderzuges, mit dem König Haakon VII. am 9. April 1940 aus Oslo evakuiert wurde

### Deutsche Besatzung und Quisling
Die norwegische Politik war sich bereits früh der Bedrohung durch das Deutsche Reich bewusst. Der Marineplan von 1936 setzte sich mit der Verteidigung der Häfen Kristiansand und Stavanger gegen deutsche Truppen auseinander. Im Zweiten Weltkrieg verlegte Norwegen sich dann auf eine Neutralitätspolitik. Trotzdem drang am 14. Februar 1940 das deutsche Handelsschiff Altmark, das sich im Kriegseinsatz befand, auf der Flucht vor überlegenen britischen Kräften in den Jøssingfjord in norwegische Hoheitsgewässer ein. Der Kapitän der Altmark lehnte norwegische Durchsuchungsbegehren ab. Zwei Tage später drang der britische Zerstörer Cossack in den Fjord ein und erzwang die Herausgabe von 300 an Bord befindlichen britischen Kriegsgefangenen. Am 8. April 1940 verlegten die Briten Minen an der Zufahrt zum Erzhafen Narvik. Am 9. April 1940 wurde das Land von Deutschland angegriffen und besetzt. Trotz deutscher Übermacht gelang es, mit den Kanonen und den Torpedos der Festung Oscarsborg das deutsche Kriegsschiff Blücher an der engsten Stelle des Oslofjords zu versenken. Durch die dadurch entstehende Verzögerung bei der Besetzung der Hauptstadt Oslo konnte die Königsfamilie samt den Goldreserven der Zentralbank aus Norwegen fliehen. Die Kriegshandlungen der Invasion dauerten drei Wochen in Süd-Norwegen und zwei Monate im Norden. Als Frankreich kapitulierte, wurde der Widerstand aufgegeben. Der König und seine Regierung verließen die Kriegshauptstadt Tromsø am 7. Juni 1940 und gingen geschlossen nach Großbritannien. Am 10. Juni kapitulierte die norwegische Armee gegenüber der Wehrmacht. Das norwegische Königshaus, König Håkon VII. und Kronprinz Olav (später König Olav V.), gewann im Exil eine sehr starke Rolle und viel Sympathie in der norwegischen Gesellschaft. Die aus London gesendeten Reden von König Håkon VII., die auf illegalen Radiogeräten gehört werden konnten, hatten eine große Bedeutung für die Moral und die Stimmung im besetzten Land. Dieser Rückhalt bewirkte, dass die monarchische Staatsform nach dem Krieg nie grundsätzlich in Frage gestellt wurde. Als Zeichen des Widerstandes trugen viele Norweger in jener Zeit eine Büroklammer am Revers, bis dies von der deutschen Besatzungsmacht bei Strafe verboten wurde. Am 28. Mai 1941 schloss die Exilregierung auch formal ein Bündnis mit Großbritannien.

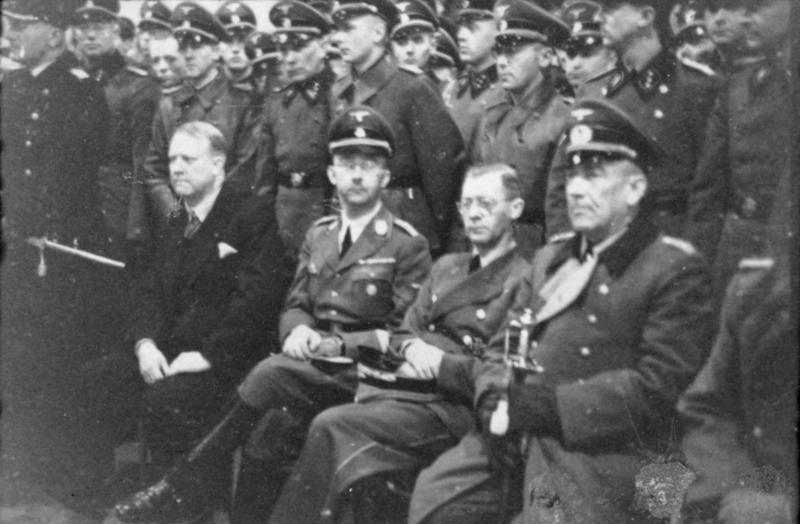
Vidkun Quisling, Heinrich Himmler, Reichskommissar Josef Terboven, Generaloberst Nikolaus von Falkenhorst, Norwegen 1941

Der Führer der norwegischen faschistischen Partei Nasjonal Samling, Vidkun Quisling, nutzte das Chaos für einen Putsch. In einer Radioansprache verkündete er die Machtübernahme durch die Nasjonal Samling, wurde aber in dem von der deutschen Besatzungsmacht gebildeten Reichskommissariat Norwegen, durch dessen Reichskommissar Josef Terboven, den Hitler zur Verwaltung des besetzten Norwegens einsetzte, größtenteils ignoriert, dessen Favorit von ihm eingesetzte Polizeichef Jonas Lie war 1942 wurde er pro forma mit einer Regierungsbildung beauftragt, konnte sich aber als machtloser Premier kaum profilieren. Quisling wurde 1945 wegen Hochverrats in Oslo hingerichtet. In der norwegischen, englischen, deutschen und schwedischen Sprache gilt der Name Quisling seither als Sinnbild für einen Verräter und Kollaborateur.

### Widerstand
In Norwegen gab es eine große Widerstandsbewegung sowohl im Land, der sogenannten „Heimatfront“, als auch im Exil, der sogenannten „Außenfront“. Innerhalb Norwegens begann bereits im Herbst 1940 der Aufbau einer militärischen Organisation unter dem Namen Milorg, die über einen eigenen Geheimdienst verfügte, Sabotageaktionen unterstützte und die Befreiung Norwegens zum Ziel hatte. Diese Organisation wurde auch von der norwegischen Exilregierung in London anerkannt, dem dort operierenden Oberkommando der norwegischen Verteidigungskräfte unterstellt und verfügte bei der Befreiung 1945 über rund 55.000 Mitglieder.
Eine der größten Widerstandsaktionen war die Sprengung der Norsk Hydro Fabrik in Rjukan, Provinz Telemark, in der schweres Wasser für das deutsche Atombombenprogramm hergestellt wurde, am 28. Februar 1943 durch aus Großbritannien eingeflogene Saboteure; siehe Norwegische Schwerwasser-Sabotage. Als versucht wurde, die verbliebenen Reste an schwerem Wasser mit einer Eisenbahnfähre über den Tinnsjø zur nächsten Bahnstation und weiter nach Deutschland zu transportieren, gelang es der norwegischen Heimatfront unter britischer Führung, die Fähre am 19. Februar 1944 zu versenken, wobei 14 Norweger und 4 Deutsche ertranken.
Unter dem Namen Sivorg wurde seit Ende 1940 auch ein ziviler Arm der Widerstandsbewegung aufgebaut. Seine Aufgaben waren vor allem die Anfertigung gefälschter Pässe und anderer Dokumente, Transporte von Flüchtlingen, Erfassung von Kollaborateuren und Denunzianten, Sammlung von Informationen aus der Bevölkerung, insbesondere von Personen in Schlüsselstellungen, sowie die Erkundung von Bewegungen der deutschen Truppen im Lande. Die Kommunikation zwischen dem im britischen Exil und dem innerhalb des Landes tätigen Widerstand erfolgte durch verschlüsselte Radiomeldungen.
An der Außenfront war vor allem die im Exil wiederaufgebaute Marine bei den Alliierten hoch geschätzt. Auch die norwegische Handelsflotte, die bei Kriegsausbruch den Alliierten mit rund 1000 Schiffen und 30.000 Mann Besatzung zur Verfügung stand, leistete zahlreiche kriegswichtige Dienste. Dabei starben rund 3600 norwegische Seeleute.

### Lager und Deportation

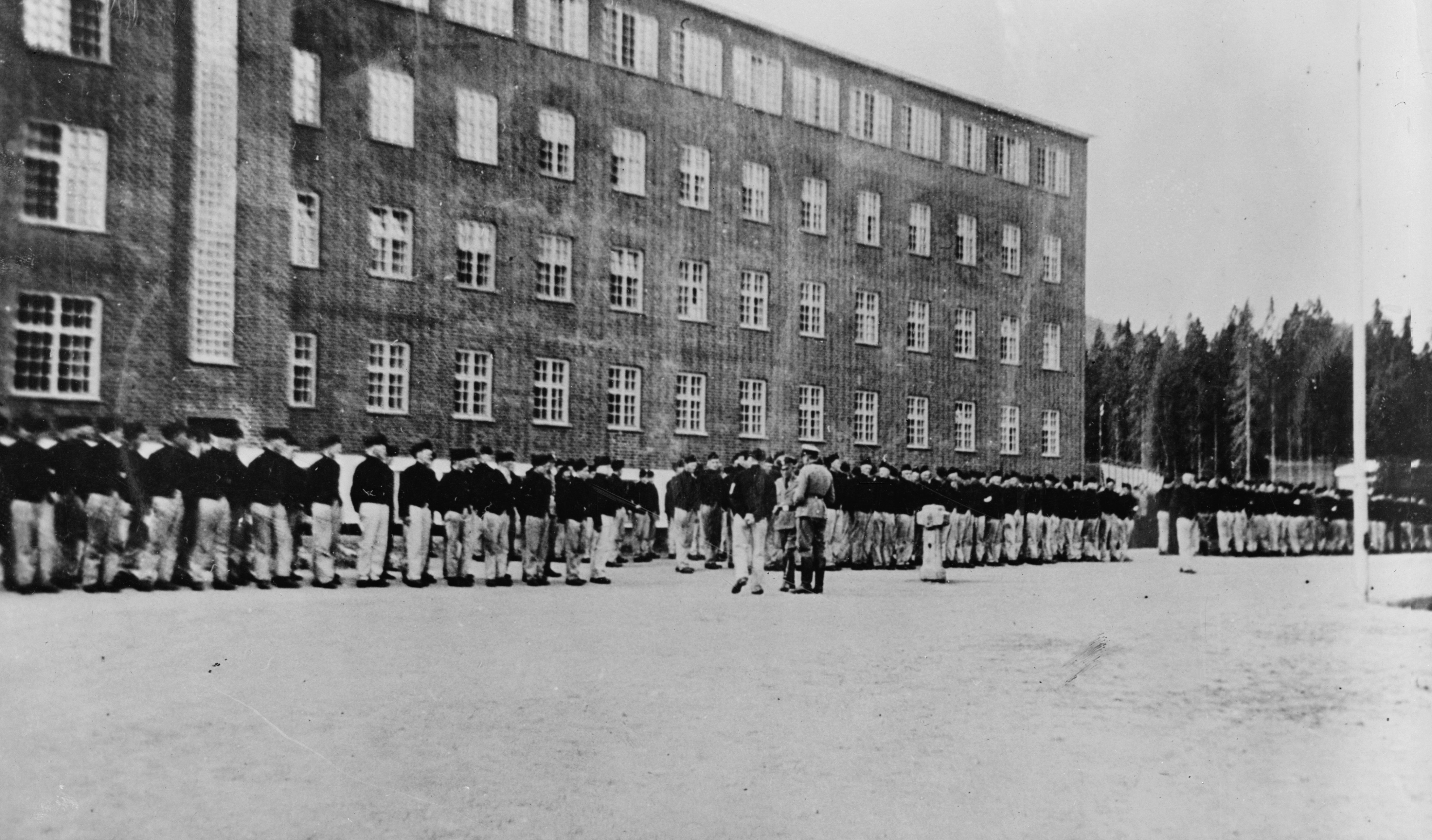
KZ Grini, bei Oslo (1941–43)

Während der deutschen Besatzung saßen rund 44.000 Norweger in Gefangenenlagern und speziellen Zuchthäusern, von denen das berüchtigtste das Polizeihäftlingslager Grini bei Oslo war. Viele Widerständler kamen in KZs, etwa nach Natzweiler-Struthof im Elsass. Für Norweger, die mit Hilfe von Fischerbooten fliehen konnten, diente zum Beispiel der Shetland Bus als wichtiger Flucht- und Versorgungsweg auf die Shetlandinseln. Der daran beteiligte norwegische Marineoffizier Leif Larsen wurde – vor jedem Briten – mit den höchsten britischen Auszeichnungen während des Krieges geehrt.
Von den etwa 2200 norwegischen Juden, die 1940 im Land lebten, wurden 767 in das KZ Auschwitz-Birkenau deportiert, nur 26 von ihnen überlebten. Zu den Opfern zählten die Studentin Ruth Maier und die 15-jährige Schülerin Kathe Lasnik, deren Schicksal der Philosoph und Sachbuchautor Espen Søbye aufarbeitete. Etwa 1000 Juden konnten nach Schweden fliehen, eine kleinere Zahl auch nach Großbritannien.

### Kollaboration

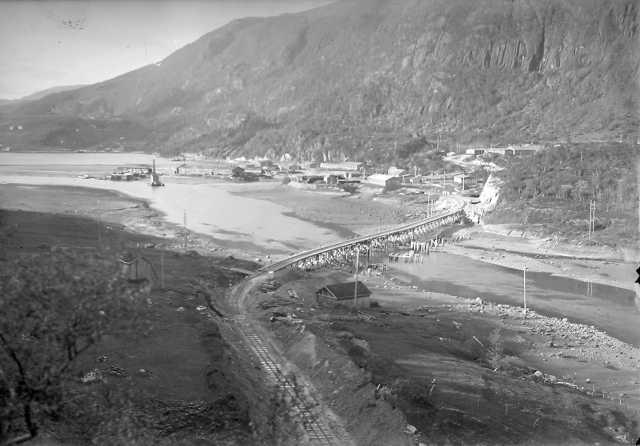
Kriegsgefangenenlager bei Elvkroken in Sørfold, 1945

Auch gab es Norweger, die mit der deutschen Besatzungsmacht zusammenarbeiteten. Dazu zählten die Mitglieder von Nasjonal Samling sowie norwegische Freiwillige, die an der deutschen Nordostfront im finnisch-sowjetischen Fortsetzungskrieg (1941–1944) kämpften, im Glauben dem finnischen „Brudervolk“ helfen zu müssen. Von diesen rund 5000 „Frontkämpfern“ wurden einige nach Kriegsende vor norwegischen Gerichten des Vaterlandsverrats angeklagt und bestraft. 360 Norweger dienten als Bewacher von Kriegsgefangenen im Dienst der SS. Sie wurden aus dem Hirden, der paramilitärischen Einheit von Nasjonal Samling rekrutiert. In Norwegen bestanden vier Haupt-Kriegsgefangenenlager, in denen nicht nur Norweger festgehalten wurden. Unter den Internierten befanden sich auch rund 75.000 sowjetische Gefangene, von denen bis zu 15.000 ums Leben kamen, und 1600 polnische Gefangene. Die Kriegsgefangenen wurden besonders zu Arbeiten an der Reichsstraße 50 von Halden über Oslo nach Kirkenes (die heutige E 6), auch Blutweg genannt, und an der Verlängerung der Nordlandsbanen (Nordlandsbahn), geplant von Grong nach Kirkenes, mit hohen Verlusten eingesetzt.

### Befreiung
Am 18. Oktober 1944 begann die Rote Armee mit einer Offensive zur Befreiung Nordnorwegens. Am 28. Oktober befahl General Alfred Jodl, Chef des Wehrmachtsführungsstabes, die vollständige und rücksichtslose Deportation (Evakuierung) der norwegischen Bevölkerung und die Zerstörung aller Unterkünfte ostwärts des Lyngenfjords im Zuge des Unternehmens Nordlicht. Der Befehl wurde an den meisten Orten mit der befohlenen Härte und Gründlichkeit durchgeführt und bewirkte die größte Wanderungsbewegung und Zerstörungen auf norwegischem Boden. Das Verbrechen war ein Anklagepunkt gegen Jodl beim Nürnberger Prozess gegen die Hauptkriegsverbrecher.
Die Besatzungszeit endete offiziell am 8. Mai 1945 mit der Kapitulation der deutschen Truppen in Norwegen. Kronprinz Olav traf am 13. Mai und König Håkon VII. am 7. Juni 1945 in Oslo ein.

## Nachkriegszeit

### Monarchie
Håkon VII. war König Norwegens bis 1957, Olav V. von 1957 bis 1991. Ihm folgte Harald V. Sein Sohn Haakon von Norwegen ist der Kronprinz.

### Aufarbeitung
Die Aufarbeitung der deutschen Besatzung belastete die norwegische Politik auf Jahrzehnte und blieb in der eigenen Bevölkerung umstritten. Die Strafverfolgung wegen Landesverrats betraf rund 46.000 Personen, von denen 37 zum Tode und etwa 17.000 zu Gefängnisstrafen verurteilt wurden. Kinder mit norwegischer Mutter und einem deutschen Besatzer als Vater wurden als genetisch gefährdend für die Friedlichkeit der norwegischen Bevölkerung erachtet. Nach Schätzungen wurden 10.000 bis 12.000 solcher Kinder in Norwegen geboren. Mütter und Kinder wurden sozial diskriminiert. Ihre Mütter – abwertend als tyskertøser (etwa: „Deutschenflittchen“) bezeichnet – wurden 1945 bis 1946 teilweise in Internierungslagern gefangengehalten. Den Kindern als so genannte „Tyskerbarna“ („Deutschenkinder“) wurde der Schulbesuch verboten; sie wurden in Heime gesteckt, mit Neuroleptika behandelt oder lobotomiert; im besten Falle wurden sie nach Schweden zur Adoption freigegeben, so zum Beispiel Anni-Frid Lyngstad, Sängerin bei ABBA. Das norwegische Parlament (Storting) entschuldigte sich erst 2003 offiziell für das damalige Verhalten der norwegischen Regierung. Die norwegische Deutschland-Brigade als Teil der alliierten Besatzungstruppen in Deutschland, die von 1947 bis 1953 unter dem Motto „Nach Deutschland für den Frieden“ in der britischen Besatzungszone stationiert war, trug zur Aussöhnung zwischen Deutschen und Norwegern nach dem Zweiten Weltkrieg bei.

### Wiederaufbau
Der norwegische Staat konfiszierte nach Kriegsende das an norwegischen Unternehmen beteiligte deutsche Kapital und erreichte eine dominierende Stellung vor allem auf dem Gebiet der Rohstoffproduktion wie im Eisenerzbergbau, der Stahl- und Aluminiumindustrie. Das Konzept bestand damals in einer staatlichen Reglementierung der Wirtschaft. Die 1940er und 1950er Jahre waren geprägt durch Warenknappheit und strikte Rationierung. Zum herausragenden norwegischen Politiker der ersten zwei Jahrzehnte nach dem Krieg wurde der Vorsitzende der Arbeiderpartiet (Sozial-Demokraten), Einar Gerhardsen. Die erste Regierung unter Gerhardsen kam am 25. Juni 1945 ins Amt. Sie war die einzige Allparteienregierung, die es in Norwegen gegeben hat. In ihr war auch die norwegische kommunistische Partei mit zwei Ministern vertreten. Mit den Wahlen zum Storting im Oktober 1945 wurde die Arbeiderpartiet zur stärksten Partei und Gerhardsen erneut Staatsminister. Dieses Amt übte er 1945–1951, 1955–1963 und mit kurzer Unterbrechung 1963–1965 aus. Seine Regierungsperiode war geprägt durch den Wiederaufbau und den folgenden Aufschwung, wobei das schwedische Modell als Vorbild diente. Die zahlreichen Flüchtlinge aus der armen Finnmark lösten eine enorme Wohnungsnot aus, ohne dass die Regierung dies aber lösen konnte. Gerhardsen wurde liebevoll „Landsfader“ (Landesvater) genannt.

### Westorientierung ohne Beitritt zur EWG/EU
Zwischen 1944 und 1949 gab es in der norwegischen Politik erhebliche Debatten über den künftigen außenpolitischen Kurs. Zur Diskussion standen eine streng neutrale Haltung, auch wegen der räumlichen Nähe zur Sowjetunion, oder eine prowestliche Haltung. Als Norwegen 1949 eines der zwölf Gründungsmitglieder der NATO wurde, war diese Diskussion zu Gunsten des Westens entschieden. Norwegen akzeptierte den Marshallplan, aus dem es 256 Millionen US-Dollar für den Wiederaufbau seiner Infrastruktur und Industrie erhielt. 1960 wurde Norwegen Mitglied der Europäischen Freihandelsassoziation (EFTA) und 1994 Mitglied des Europäischen Wirtschaftsraumes. In ihrer Haltung zur europäischen Integration blieben die politischen Parteien und die Bevölkerung Norwegens gespalten. 1962 und 1967 verhinderte das Veto des französischen Präsidenten Charles de Gaulle zum Beitritt Großbritanniens einen analogen Schritt Norwegens.
Nachdem 1969 Erdöl in der Nordsee gefunden worden war (Nordseeöl), entwickelte sich Norwegen zu einem der reichsten Länder in Europa. Starke Kräfte in der Arbeiterbewegung und breite Kreise auf dem Lande treten seitdem für den Erhalt der nationalen Souveränität sowie den Schutz der Land- und Fischwirtschaft ein. Der Beitritt zur EWG bzw. zur EU wurde in Volksabstimmungen am 25. September 1972 und am 28. November 1994 abgelehnt.

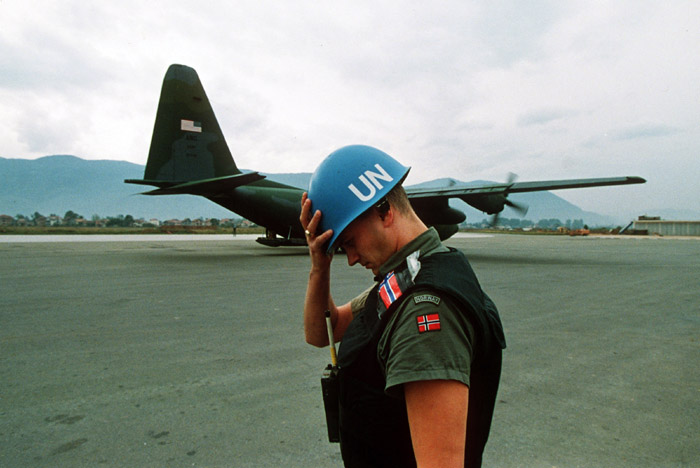
Norwegischer Blauhelmsoldat in Sarajewo 1992–96

Norwegen engagiert sich seit Anfang der 1960er Jahre in der Entwicklungshilfe für Länder der Dritten Welt. Inzwischen werden mehr als ein Prozent des Bruttosozialprodukts für Entwicklungshilfe eingesetzt. Auf der politischen Ebene war die norwegische Diplomatie bemüht, bei bewaffneten Konflikten in Entwicklungsländern zwischen den kämpfenden Parteien zu vermitteln. So unterstützte Norwegen aktiv die internationalen Versuche zur friedlichen Beilegung des Israelisch-Palästinensischen Konfliktes, die später als Oslo-Friedensprozess bezeichnet wurden. Ein wichtiger Meilenstein war dabei das am 13. September 1993 abgeschlossene Oslo-Abkommen (auch Oslo I genannt). Norwegen stellt regelmäßig Truppenkontingente für die Blauhelme der UN.

### Nach dem Kalten Krieg
1996 endete die sozialdemokratisch bestimmte Ära Brundtland; Brundtland war in den Jahren 1981 bis 1996 dreimal Ministerpräsidentin gewesen. Die Politik in den Jahren 1997 bis 2013 prägten die Ministerpräsidenten Bondevik (Kristelig Folkeparti; Oktober 1997 bis März 2000 und Oktober 2001 bis Oktober 2005) und Jens Stoltenberg (2000/2001 und 2005 bis 2013). 1997 ratifizierte das norwegische Parlament das Schengener Abkommen und 2001 trat das Land mit den übrigen skandinavischen Ländern dem Schengen-Raum bei.
Am 22. Juli 2011 erschütterte ein von Anders Behring Breivik verübter Anschlag auf das Osloer Regierungsviertel mit anschließendem Amoklauf auf Utøya das Land. Bei der Tat, die als schwerste Katastrophe in der norwegischen Nachkriegsgeschichte gilt und internationale Anteilnahme hervorrief, starben 77 Menschen; der Täter wurde ein Jahr später zu einer Haftzeit von 21 Jahren verurteilt.
Ende 2011 führten Lieferengpässe zur norwegischen Butterkrise, die bis zum Jahreswechsel anhielt. Begünstigt wurde der landesweite Mangel an Butter durch hohe Importzölle.
2015 reisten im Zuge der Flüchtlingskrise in Europa über 4000 Flüchtlinge über die russisch-norwegische Grenze in Norwegen ein. Die Regierung Solberg verschärfte ihre Flüchtlingspolitik. Norwegens Nachbarland Schweden war bis 2015 als das Land mit der großzügigsten Asylpolitik bekannt gewesen; als die Regierung Löfven diese revidierte, versuchten mehr Flüchtlinge nach Norwegen zu gelangen. Ab 2021 regierte die Koalition der Sozialdemokraten/Senterpartiet in der Regierung Støre. Im April 2024 gab diese eine erhebliche Steigerung der Rüstungsausgaben wegen des russischen Angriffs auf die Ukraine bekannt. Norwegen sieht sich direkt an der mit Russland gemeinsamen Grenze bedroht. Im Februar 2025 trat die Senterpartiet aus der Regierung aus. Die Arbeiderpartiet regiert seitdem alleine weiter.

## Filme
- Norweger zeigen den verschollenen Nazi-Film „Kampf um Norwegen“ Artikel im Spiegel Online, 23. September 2006